# Antonio de Quadramito
Antonio de Quadramito o de Quadramiro fue un misionero franciscano y explorador español del siglo XVI.
Por iniciativa de García Hurtado de Mendoza, por entonces Gobernador de Chile, exploró la zona del archipiélago de Chiloé (Chile) junto con su acompañante Cristóbal de Mérida o de Mendo de 1574 a 1581. Posteriormente se dirigieron al sur con la esperanza de encontrar lugares para instalar misiones de su orden. Luego volvieron a España con la intención de buscar sacerdotes para sus misiones. Partieron de Sanlúcar de Barrameda en 1581, en la expedición al estrecho de Magallanes de Pedro Sarmiento de Gamboa, con las facultades de comisarios jenerales de Indios.
Antonio de Quadramito falleció en fecha incierta, mientras llevaba a cabo una misión entre los huilliches.